# Vera Chirwa
Vera Mlangazua Chirwa (geb. 1932) ist Rechtsanwältin und Menschenrechtsaktivistin aus Malawi. Sie war die erste Frau im Rechtsanwaltsberuf in Malawi und ist ein Gründungsmitglied der Malawi Congress Party und der Nyasaland African Women’s League. Sie kämpfte für eine demokratische Mehrparteienherrschaft in Malawi und wurde wegen Hochverrats angeklagt, vor Gericht gestellt und auf Veranlassung von Präsident Hastings Kamuzu Banda zum Tode verurteilt. Sie war 12 Jahre im Todestrakt inhaftiert. Sie war mit dem Anwalt Orton Chirwa verheiratet, dem ehemaligen Justizminister von Malawi und Generalstaatsanwalt, welcher später im Gefängnis verstarb.

## Leben
Vera Chirwa wurde 1932 in Nyasaland (heute: Malawi) geboren.

### Karriere
Anfang der 1950er schloss sich Chirwa mit Rose Chibambo zusammen, um die Nyasaland African Women’s League zu gründen, welche mit dem Nyasaland African Congress zusammenarbeitete, um Nyasalands Trennung von der unpopulären Federation of Rhodesia and Nyasaland zu erreichen.
Sie wurde Nyasalands erste Frau als Anwältin und war 1959 Gründungsmitglied der Malawi Congress Party.
Nachdem Nyasaland 1961 die Unabhängigkeit errungen hatte und zwei Jahre später zum Staat Malawi geworden war, wurde Orton Chirwa, Veras Ehemann, eine Hauptfigur in der neuen Regierung als Minister of Justice (Justizminister) und Attorney General (Generalstaatsanwalt).
Nachdem sie sich aber mit Kamuzu Banda überworfen hatten, wurden Vera und Orton Chirwa zu Staatsfeinden erklärt.

### Exil und Gefangennahme
Das Paar wurde wenige Wochen später ins Exil nach Tansania gezwungen. Sie lebten in Tansania, reisten aber nach Sambia, Großbritannien und in die Vereinigten Staaten.
An Heiligabend 1981 wurden Vera und Orton Chirwa im Osten von Sambia von malawischen Sicherheitskräften gekidnappt und nach Malawi verschleppt, wo sie wegen Hochverrat angeklagt wurden.

### Prozess
Die Chirwas wurden vor ein „traditionelles“ Gericht gestellt. Als Anwälte führten beide ihre eigene Verteidigung durch, da traditionelle Gerichte keine Verteidiger in einem zweimonatigen Prozess vor den von Banda ernannten Richtern zuließen. Dieser Fall hat die Mängel des Systems aufgezeigt. Am Ende ihrer Berufung im Jahr 1983 widersetzte sich die Minderheit der Berufungsrichter mit juristischer Ausbildung dem Schuldspruch, der jedoch von der Mehrheit, die sich aus traditionellen Häuptlingen zusammensetzte, aufgehoben wurde. Am Tag der Verhandlung bat Vera ums Wort. Sie sah dem Richter direkt in die Augen und fragte ihn, aus welchen Gründen sie angeklagt seien. Die Befragung des Gerichts war verboten und die Antwort, die sie erhielt, war: „Nichts, als Sie sind eine Schuldige!“ („Nothing but you are culprit!“).
Beim Prozess führten die Chirwas an, dass sie im Dezember 1981 in Sambia entführt worden waren. Dieser Umstand und die Anklage, sie hätten sich verschworen, die Regierung außerhalb Malawis zu stürzen, hätten bedeutet, dass die traditionellen Gerichte keine Zuständigkeit hatten. Der Fall hätte immer noch vor dem High Court von Malawi verhandelt werden können, aber dieses Gericht verlangte einen zweifelsfreien Schuldbeweis. Der Hochverratsprozess, der 1983 vom traditionellen Gericht der südlichen Region gegen die Chirwas verhandelt wurde, basierte auf handschriftlichen Dokumenten, die angeblich in einer Tasche von Vera gefunden wurden, als sie festgenommen wurde, sowie der „Experten“-Aussage eines Polizeibeamten, dass diese tatsächlich in Orton Chirwas Handschrift abgefasst worden seien. Eine nicht unterzeichnete Erklärung, die angeblich von Orton Chirwa abgegeben wurde, aber von ihm zurückgewiesen wurde, und eine Abschrift, die angeblich von einem aufgezeichneten Interview, das er gegeben hatte, angefertigt worden sein soll, wurden ebenfalls als Beweismittel zugelassen. Diese Beweise, so zweifelhaft sie auch waren, waren Beweise nur gegen Orton Chirwa, nicht gegen Vera. Der einzige Vorwurf gegen sie war, dass die Dokumente in ihrer Tasche gefunden worden sein sollen, was sie bestritt. Die Chirwas durften keine Zeugen von außerhalb Malawis rufen und wurden beide zum Tode verurteilt. Nach dem Prozess wurde das Paar in das Zentralgefängnis in Zomba gebracht. Laut Chirwa „haben wir unterwegs den Leuten vergeben, die falsche Aussagen gemacht haben, den Richtern und sogar dem Präsidenten.“ Es war das letzte Mal, dass sie und ihr Mann zusammen reisten.
Bei der Berufung der Chirwas beim National Traditional Court of Appeal wurden die Weigerung des unteren Gerichts, Zeugen der Verteidigung zuzulassen, dessen Zulassung von Orton Chirwas nicht unterzeichneter Erklärung und dessen Annahme eines Polizeibeamten als Sachverständigen kritisiert, und eine Minderheit der Richter akzeptierte nicht, dass die Erstellung unveröffentlichter handschriftlicher Dokumente Hochverrat darstellte. Das Berufungsgericht kam jedoch zu dem überraschenden Schluss, dass die traditionellen Gerichte, selbst wenn sie rechtlich nicht zuständig waren, ein traditionelles Recht hatten, die Chirwas vor Gericht zu stellen, und dass (trotz der Mängel in der Behandlung des Falls durch die untergeordnete Instanz), die Entscheidung, die getroffen worden war, richtig war und Bestand haben sollte. Die Todesurteile wurden verändert, aber Orton Chirwa starb später im Gefängnis.

### Gefängnisaufenthalt und Entlassung
Die Bedingungen in der Frauenabteilung des Gefängnis wäre hart. Chirwa wurde Gefoltert und erlebte andere Formen von Gewalt. Sie schlief auf dem blanken Zement-Boden, sie weigerte sich das scheußliche Essen zu verzehren. Das Recht Besucher zu empfangen oder Briefe von ihrem Ehemann zu bekommen und das Recht auf Ausgang wurde ihr verwehrt. Sie blieb im Gefängnis 12 Jahre lang in der Todeszelle, blieb aber hoffnungsvoll auf ihre Freilassung. Sie begründet mit ihrem christlichen Glauben, dass sie Hoffnung und Glaube nicht verlor.
1990 startete Amnesty International eine konzertierte Aktion, damit Orton und Vera Chirwa entlassen würden. Im Herbst 1992, als eine Delegation von britischen Rechtsexperten die Erlaubnis erhielt, einen Besuch bei den Chirwas zu machen, erhielten die Chirwas die Erlaubnis sich nach acht Jahren zum ersten Mal wieder zu sehen. Orton starb in seiner Zelle drei Wochen später im Alter von 73 Jahren. Chirwa erhielt keine Erlaubnis das Begräbnis zu besuchen.
Banda begnadigte sie aus „humanitären Gründen“ („humanitarian reasons“) und sie wurde am 24. Januar 1993 entlassen, als das Land sich am Ende von Bandas Herrschaft zu einem Vielparteienstaat veränderte.

### Menschenrechts-Aktivismus
2000 wurde Chirwa zur Spezialreporterin (Special Reporter) zu Gefängnisbedingungen in Afrika für die Afrikanische Kommission der Menschenrechte und der Rechte der Völker ernannt. Sie gründete auch die NGO Malawi Centre for Advice, Research and Education on Rights (Malawi CARER) und führt die Organisation. Sie kämpfte für ein Ende der Todesstrafe. Sie führte ihren Kampf für Menschenrechte und politische Rechte unter den Regierungen von Bakili Muluzi und Bingu wa Mutharika fort. Sie arbeitet auch für Women’s Voice, einer Organisation für Genderrechte.
Chirwa trat auch als unabhängige Kandidatin für die Präsidentenwahl an.

## Vera Chirwa Human Rights Award
2006 wurde das Chirwa Center mit dem UNESCO-Preis ausgezeichnet und der Vera Chirwa Human Rights Award ausgelobt. Der Vera Chirwa Human Rights Award wird vom Centre for Human Rights der Universität Pretoria in Südafrika an Personen verliehen, „die den wahren afrikanischen Menschenrechtsanwalt am besten verkörpern“ („who best epitomises the true African human rights lawyer“) und „einen herausragenden Beitrag zum Schutz und zur Förderung der Menschenrechte in Afrika geleistet haben“ („made an outstanding contribution to the protection and promotion of human rights in Africa“). Die Preisträger sind Alumni des Master of Laws-Programm in Human Rights and Democratization der Universität Pretoria.

### Preisträger
- 2019: Judge Lydia Mugambe-Ssali, Uganda[13]
- 2019 Journalist Joojo Cobbinah, Ghana[14]
- 2017: Melanie Smuts, Südafrika und Musu Bakoto Sawo, Gambia[15]
- 2015: Professor Christopher Mbazira und Ms. Salima Namusobya, Uganda
- 2014: Ms. Leda Hasila Limann, Ghana
- 2013: Augustin Kounkiné Somé, Burkina Faso
- 2012: Lilian Chenwi, Kamerun
- 2012: Monica Mbaru, Kenia
- 2011: Thulani Maseko, Eswatini
- 2010: Yoseph Mulugeta, Äthiopien
- 2009: Gabriel Shumba, Simbabwe
- 2008: Julius Osega, Uganda, posthum
- 2007: Nana Oye Lithur, Ghana
- 2006: Melron Nicol-Wilson, Sierra Leone, LLM in Human Rights and Constitutional Practice, 1998

## Veröffentlichungen
- Fearless Fighter. Autobiographie, McMillan Publishing 2007.[16]